# Pescara Centrale
Pescara Centrale (włoski: Stazione di Pescara Centrale) – główny dworzec kolejowy w Pescarze, w Abruzji, we Włoszech. Obsługuje około 3,5 miliona pasażerów rocznie.
Linie kolejowe przebiegające przez stację:
- Mediolan – Bolonia – Ankona – Pescara – Bari – Lecce
- Pescara – Sulmona – Avezzano – Rzym

Jest to duża stacja, której oryginalny projekt został sporządzony przez architekta Corrado Cameli na zlecenie kolei państwowych, w którym przewidziano konstrukcję stalową. Datowany jest na rok 1962.
Zmiana struktury ze zbrojonego betonu i stali według wstępnych obliczeń strukturalnych została przeprowadzona w 1970 przez "Studio Ing.ri Giovanni i Piero Cerasoli" z Pescary z radą prof. inż. Carlo Guidi Cestelli, gdyż był jednym z pierwszych dworców Ferrovie dello Stato ze zbrojonego betonu we Włoszech.
Prace ukończono w 1987 roku po wielu latach pracy. Otwarcie nowej stacji oznaczało znaczne zmiany w zakresie planowania miejskiego, ponieważ cała linia kolejowa została przeniesiona na inne miejsce, pozbawione połączeń z ulicami miasta, uwalniając w ten sposób poziom skrzyżowania.
W pobliżu dworca kończy się kilka linii autobusowych, którymi można również dotrzeć na lotnisko (z miasta autobusem numer 38).
Istnieją inne stacje w miejskiej dzielnicy miasta Pescara: Pescara Porta Nuova, Pescara San Marco i Pescara Trubunale.
| Pescara Centrale                      |  |                                        |
| Linia Anocna – Lecce (349,969 km)     |  |                                        |
| Montesilvanoodległość: 6,982 km       |  | Pescara Porta Nuova odległość: 1,34 km |
| Linia Roma – Pescara (240 km)         |  |                                        |
| Pescara Porta Nuovaodległość: 1,34 km |  |                                        |